# سید مصطفی موسوی (مجری)
سید مصطفی موسوی (زاده ۱۳۴۰ اهواز- ۱۳۹۷ تهران)، از مجریان تلویزیون ایران بود.

## زندگی‌نامه
وی بعد از انقلاب ایران در زمینه فن بیان و مشاعره به تلویزیون دعوت شد و در سال ۱۳۸۴ پس از ۲۵ سال خدمت در بخش‌های مختلف رسانه ملی ایران، به عنوان ارزیاب پخش بازنشسته شد. وی همچنین مدتی مدیر شبکه سوم سیما بود.